# Кокшайское сельское поселение
Кокшайское сельское поселение — муниципальное образование (сельское поселение) в составе Звениговского района Марий Эл Российской Федерации.
Административный центр поселения — село Кокшайск.

## История
Статус и границы сельского поселения установлены Законом Республики Марий Эл от 18 июня 2004 года № 15-З «О статусе, границах и составе муниципальных районов, городских округов в Республике Марий Эл».

## Население
| 2010  | 2011  | 2012  | 2013  | 2014  | 2015  | 2016  |
| ----- | ----- | ----- | ----- | ----- | ----- | ----- |
| 1897  | ↘1892 | ↘1843 | ↘1796 | ↗1797 | ↘1784 | ↘1736 |
| 2017  | 2018  | 2019  | 2020  | 2021  | 2023  |       |
| ↘1676 | ↘1642 | ↘1607 | ↗1611 | ↘1580 | ↘1518 |       |

## Состав поселения
В состав сельского поселения входят 7 населённых пунктов:
| № | Населённый пункт | Тип населённого пункта       | Население |
| - | ---------------- | ---------------------------- | --------- |
| 1 | 53 квартал       | посёлок                      | →0        |
| 2 | Кокшайск         | село, административный центр | ↘937      |
| 3 | Семеновка        | деревня                      | ↗230      |
| 4 | Таир             | посёлок                      | ↗243      |
| 5 | Шимшурга         | деревня                      | ↘238      |
| 6 | Шуйка            | посёлок                      | ↘105      |
| 7 | Ялпай            | деревня                      | ↘144      |